# Tarcza Benhama
Tarcza Benhama, dysk Benhama − krążek pokryty czarno-białym wzorem (np. czarne i białe wycinki koła, łuki o różnej długości wzdłuż koncentrycznych okręgów), którego szybkie wirowanie może powodować pojawianie się wrażeń barwnych, które są zależne od rodzaju wzoru, szybkości i kierunku obrotów, rodzaju zewnętrznego oświetlenia i indywidualnych cech wzroku obserwatora.

## Elementy historii
Prawdopodobnie pierwszy opis zjawiska powstawania subiektywnych wrażeń barwnych w warunkach migotania światła znalazł się w Annalen der Physik und Chemie w roku 1838, w artykule pt. Ueber eine Scheibe zur Erzeugung subjectiver Farben (o tarczy do generowania subiektywnych kolorów). Jego autorem był niemiecki fizyk i filozof, twórca psychofizyki, Gustav Theodor Fechner (1801–1887, zob. prawo Webera-Fechnera). Krążek Fechnera przypominał wirujące tarcze Talbota, badającego wpływ częstości migania światła na jego jaskrawość (prawo Talbota).
Zjawisko upowszechnił Charles E. Benham, producent zabawek. Wykonał w roku 1894 dyski o wzorach bardziej złożonych od prezentowanych przez Fechnera, które nazwał „Artificial Spectrum Top”. Zostały wprowadzone na rynek przez George Newton and Thomas Chambers pod nazwą „Benham’s Top”. W następnych latach zjawisko wiązano zwykle z nazwiskiem Benhama, jednak bywało również nazywane The Prevost-Fechner-Benham Subjective Colors.

## Poszukiwania mechanizmu zjawiska
Mimo ponad stu lat badań psychofizjologiczny mechanizm zjawiska nie został ostatecznie wyjaśniony. Formułowane były hipotezy, że przyczyną barwnych efektów mogą być np.:
- zróżnicowanie szybkości procesów zachodzących w czasie percepcji wrażeń z udziałem różnych czopków siatkówki oka (zob. Henri Piéron)[8],
- zróżnicowanie szybkości adaptacji różnych czopków[9],
- występowanie synchronizacji szybkości migotania świetlnego bodźca z cyklami wstecznych impulsów w zamkniętych obwodach poszczególnych neuronów siatkówki (z różnymi fotoreceptorami)[10].

Stwierdzono, że analogiczne zjawiska występują na krążkach Fechnera z czarno-białą spiralą lub innych, również w przypadkach stosowania światła monochromatycznego. W przypadku krążków podzielonych na 4 wycinki w części wewnętrznej (na przemian czarne i białe) i 8 wycinków w części zewnętrznej obserwowano w czasie wirowania odcień niebieskawy wewnątrz i różowy w części zewnętrznej. Hamilton Hartridge, brytyjski fizjolog wzroku, opisał eksperyment z lat 40. XX w., wykonywany z użyciem krążka z 16 sektorami czarnymi i 16 białymi. Przy ok. 40 obrotach na minutę stwierdzano jednolitą szarość, jednak chwilami obserwatorzy zauważali też odcienie czerwonawe lub zielononiebieskawe. Hartridge stwierdził, że nie jest w stanie wyjaśnić mechanizmu tego zjawiska.
Współcześnie podstawowe interakcje neuronów siatkówki są już znane, jednak wciąż jest konieczna kontynuacja badań. Wyjaśnienia wymagają procesy zachodzące w korze wzrokowej. Badania są prowadzone m.in. z użyciem techniki fMRI.